# Beaufou
Beaufou és un municipi francès situat al departament de Vendée i a la regió de País del Loira. L'any 2007 tenia 1.087 habitants.

## Demografia

### Població
El 2007 la població de fet de Beaufou era de 1.087 persones. Hi havia 411 famílies de les quals 83 eren unipersonals (57 homes vivint sols i 26 dones vivint soles), 128 parelles sense fills, 181 parelles amb fills i 19 famílies monoparentals amb fills.
La població ha evolucionat segons el següent gràfic:
Habitants censats

### Habitatges
El 2007 hi havia 456 habitatges, 410 eren l'habitatge principal de la família, 25 eren segones residències i 21 estaven desocupats. 449 eren cases i 2 eren apartaments. Dels 410 habitatges principals, 335 estaven ocupats pels seus propietaris, 71 estaven llogats i ocupats pels llogaters i 4 estaven cedits a títol gratuït; 1 tenia una cambra, 10 en tenien dues, 39 en tenien tres, 101 en tenien quatre i 259 en tenien cinc o més. 343 habitatges disposaven pel capbaix d'una plaça de pàrquing. A 137 habitatges hi havia un automòbil i a 257 n'hi havia dos o més.

### Piràmide de població
La piràmide de població per edats i sexe el 2009 era:
| Homes | Edats   | Dones |
| ----- | ------- | ----- |
| 0     | 95 o +  | 0     |
| 0     | 90 a 94 | 4     |
| 4     | 85 a 89 | 0     |
| 4     | 80 a 84 | 8     |
| 0     | 75 a 79 | 16    |
| 12    | 70 a 74 | 4     |
| 24    | 65 a 69 | 20    |
| 32    | 60 a 64 | 28    |
| 20    | 55 a 59 | 12    |
| 40    | 50 a 54 | 40    |
| 32    | 45 a 49 | 24    |
| 32    | 40 a 44 | 48    |
| 44    | 35 a 39 | 44    |
| 20    | 30 a 34 | 28    |
| 20    | 25 a 29 | 16    |
| 24    | 20 a 24 | 20    |
| 48    | 15 a 19 | 48    |
| 40    | 10 a 14 | 36    |
| 24    | 5 a 9   | 24    |
| 32    | 0 a 4   | 44    |

## Economia
El 2007 la població en edat de treballar era de 727 persones, 578 eren actives i 149 eren inactives. De les 578 persones actives 541 estaven ocupades (302 homes i 239 dones) i 37 estaven aturades (15 homes i 22 dones). De les 149 persones inactives 57 estaven jubilades, 59 estaven estudiant i 33 estaven classificades com a «altres inactius».

### Ingressos
El 2009 a Beaufou hi havia 421 unitats fiscals que integraven 1.160 persones, la mediana anual d'ingressos fiscals per persona era de 17.184 €.

### Activitats econòmiques
Dels 22 establiments que hi havia el 2007, 3 eren d'empreses extractives, 12 d'empreses de construcció, 1 d'una empresa de comerç i reparació d'automòbils, 1 d'una empresa d'hostatgeria i restauració, 1 d'una empresa d'informació i comunicació, 3 d'empreses de serveis i 1 d'una empresa classificada com a «altres activitats de serveis».
Dels 10 establiments de servei als particulars que hi havia el 2009, 2 eren paletes, 1 guixaire pintor, 2 fusteries, 2 lampisteries, 1 electricista, 1 perruqueria i 1 restaurant.
L'any 2000 a Beaufou hi havia 42 explotacions agrícoles que ocupaven un total de 2.040 hectàrees.

## Equipaments sanitaris i escolars
El 2009 hi havia una escola elemental.

## Poblacions més properes
El següent diagrama mostra les poblacions més properes.